# Linia kolejowa Czerniowce – Bahryniwka
Linia kolejowa Czerniowce – Bahryniwka – linia kolejowa na Ukrainie łącząca stację Czerniowce z przystankiem Bahryniwka i z granicą państwową z Rumunią. Zarządzana jest przez dyrekcję iwano-frankiwską Kolei Lwowskiej (oddział ukraińskich kolei państwowych).
Znajduje się w obwodzie czerniowieckim.
Linia na całej długości jest jednotorowa i niezelektryfikowana. Na odcinku Waduł-Siret–Bahryniwka–granica państwa linia w jednym szlaku posiada dwa rozstawy - tory składają się z używanego na Ukrainie rozstawu rosyjskiego 1520 mm i używanego w Rumunii toru normalnotorowego 1435 mm.

## Historia
Linia powstała w XIX w., w czasach austro-węgierskich, jako część drogi żelaznej lwowsko-czerniowiecko-suczawskiej. W latach 1918–1945 położona była w Rumunii, następnie w Związku Sowieckim (1945 - 1991). Od 1991 leży na Ukrainie.